# Konstantínos Maléas
Konstantínos Maléas (en grec moderne : Κωνσταντίνος Μαλέας) est un peintre grec né à Constantinople en 1879 et décédé à Athènes en 1928. Peintre post-impressionniste, il est considéré, avec Konstantínos Parthénis, comme le père de l'art moderne grec.

## Biographie
Konstantínos Maléas est né et a grandi à Constantinople. Il commença par étudier l'architecture avant de se tourner vers la peinture. Il fut un des premiers artistes grecs à ne pas suivre la voie de ses prédécesseurs (École des Beaux-Arts d'Athènes et Académie des beaux-arts de Munich). Il prit la direction de la France plutôt que celle de la Bavière.
Il s'installa à Paris en 1901. Il y étudia la peinture dans l'atelier d'Henri Martin, jusqu'en 1908.
En 1913, il revint en Grèce et s'installa à Thessalonique avant de venir à Athènes en 1917. Il voyagea alors à travers la Grèce : Lesbos, Étolie, Acarnanie et Péloponnèse et les îles. Il visita aussi le Proche-Orient (Syrie et Liban principalement) et l'Égypte. Ses voyages nourrirent son art.
Konstantínos Maléas et Álkis Pierrákos sont parents par alliance.

## Travail artistique
On rapproche le style de Konstantínos Maléas de celui de Paul Cézanne, Paul Gauguin ou Vincent van Gogh. Il fit aussi partie du fauvisme. En effet, la lumière grecque, très vive, se prête mal à l'impressionnisme. La plupart des peintres impressionnistes grecs, Maléas le premier, se sentirent beaucoup plus à l'aise dans le fauvisme. Ses thèmes principaux sont les paysages. Cependant, il cherchait moins à représenter les paysages qu'à en donner une interprétation.

## Galerie

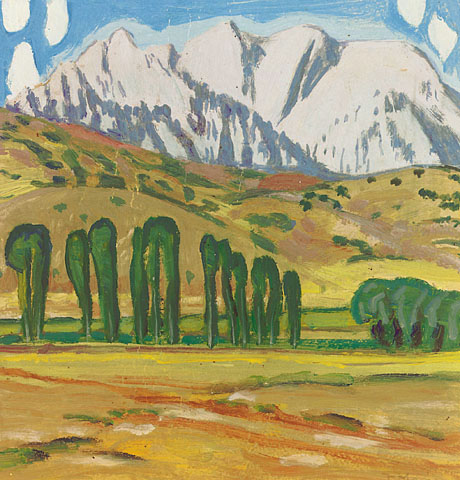
Attique. Collection du Parlement grec.
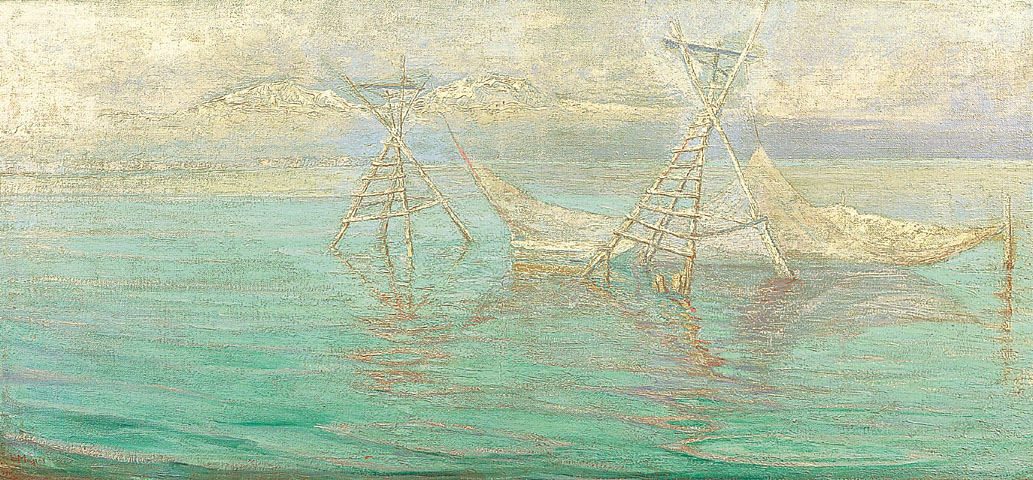
Filets. Collection du Parlement grec.
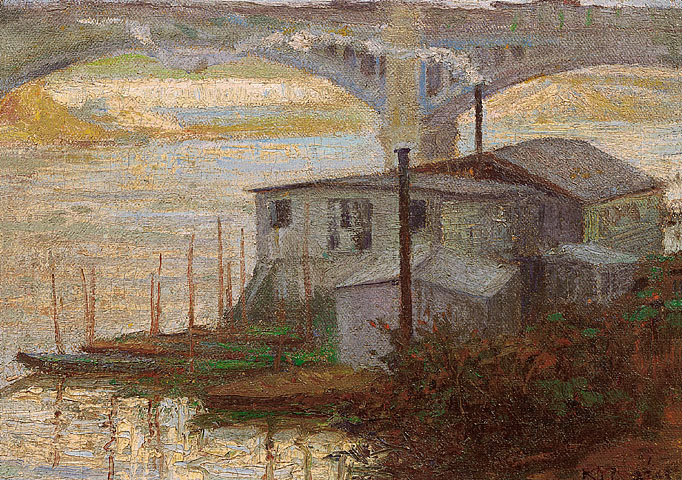
La Seine à Argenteuil. Collection du Parlement grec.
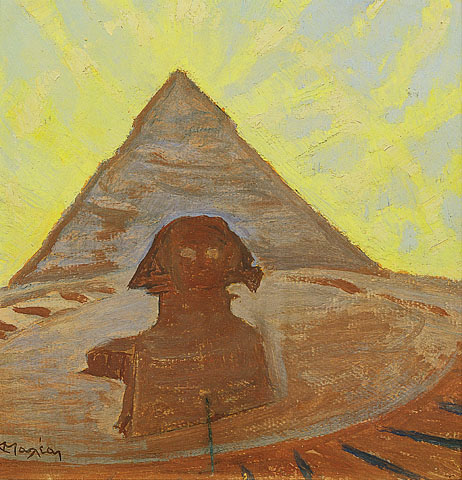
En Égypte Collection du Parlement grec.
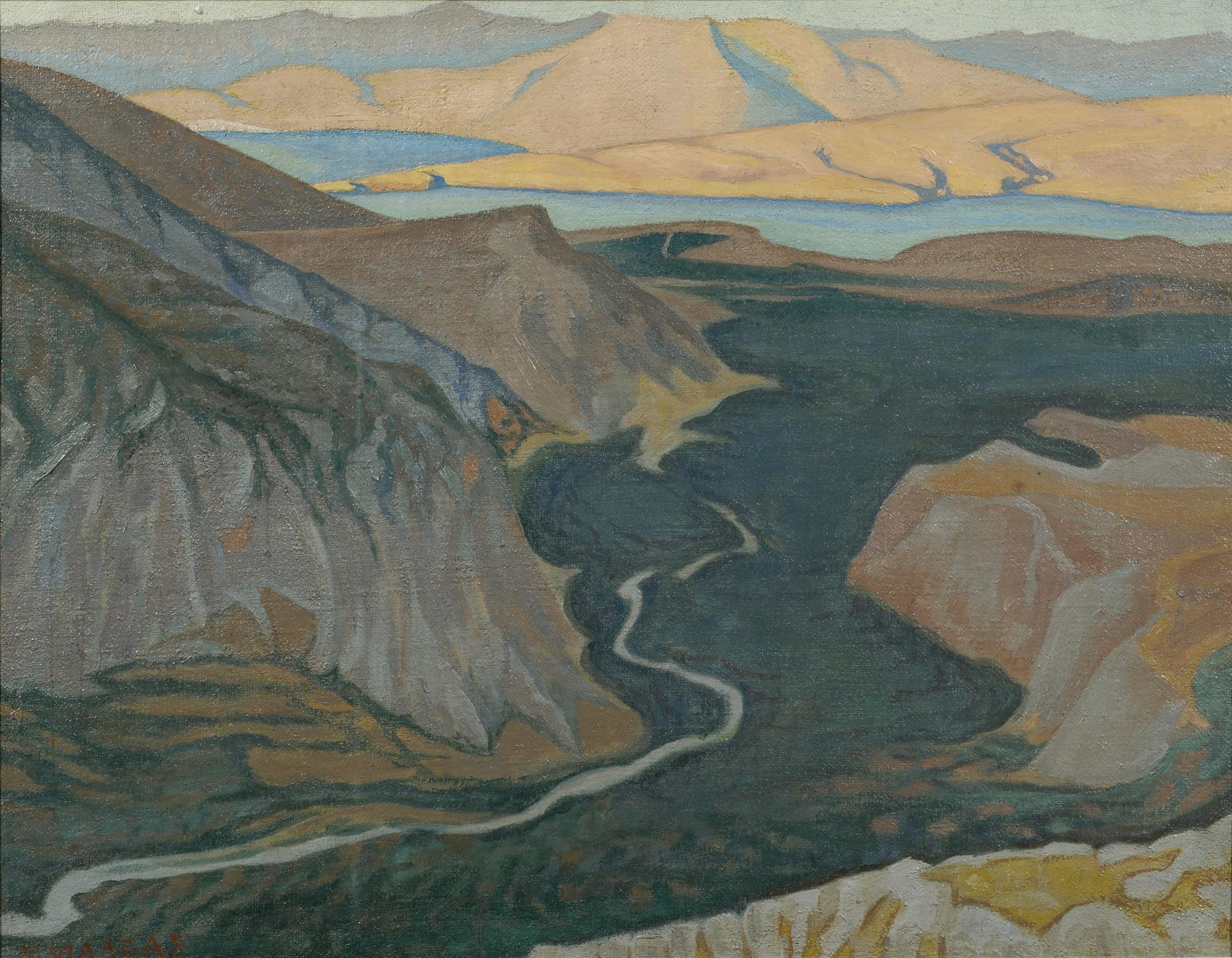
Delphes. Pinacothèque nationale d'Athènes.
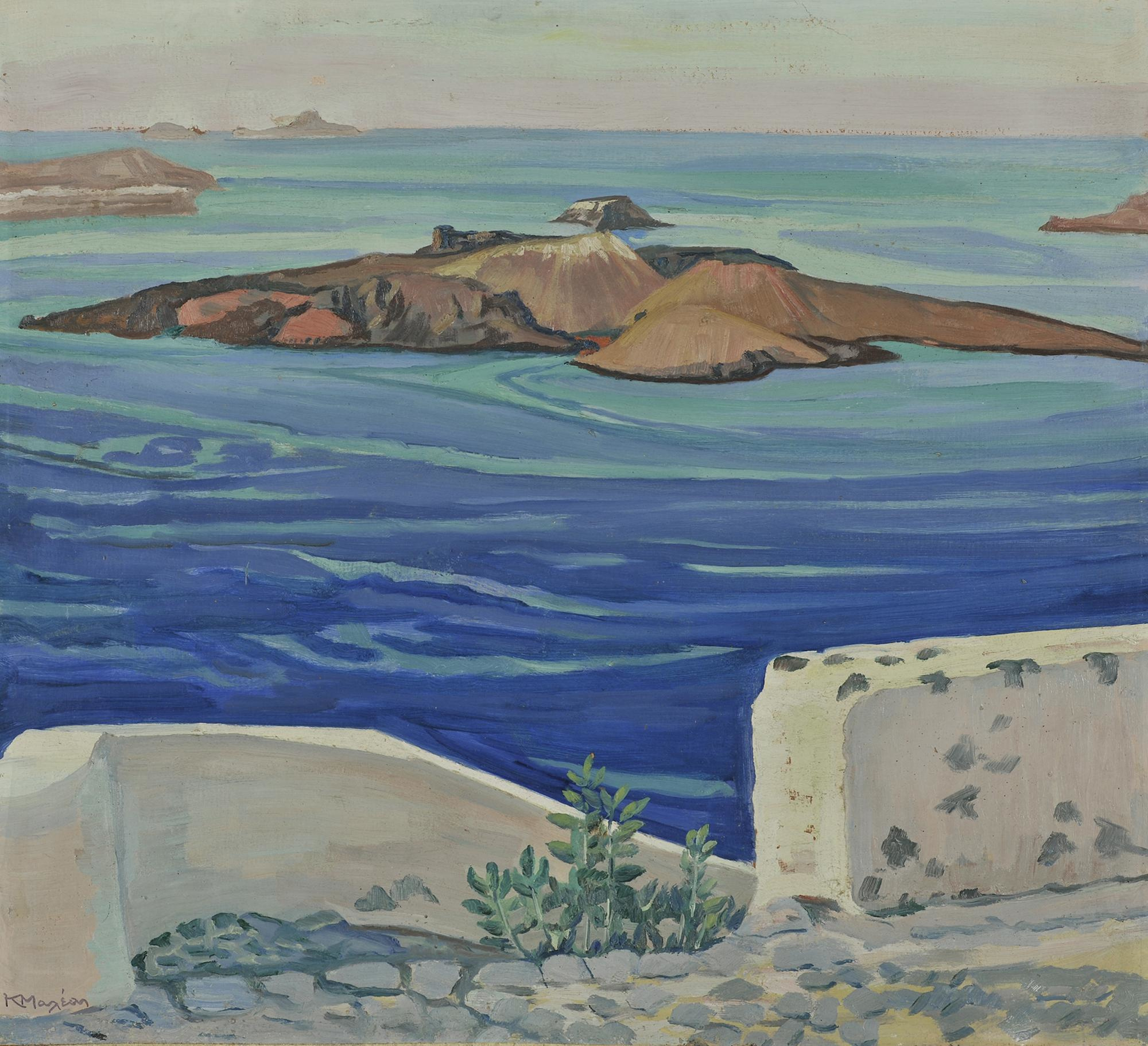
Santorin. Pinacothèque nationale d'Athènes.
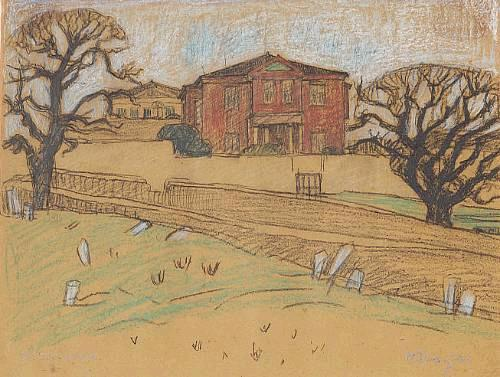
Maison sur Lesbos. Collection privée.
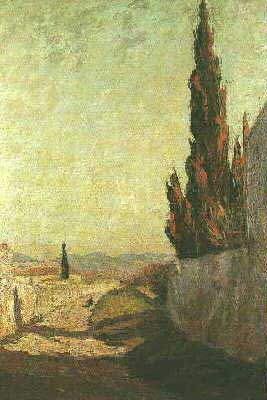
Cyprès. Musée Averoff, Métsovo.
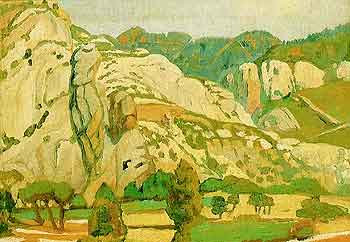
Kalávryta. Musée Averoff, Métsovo.
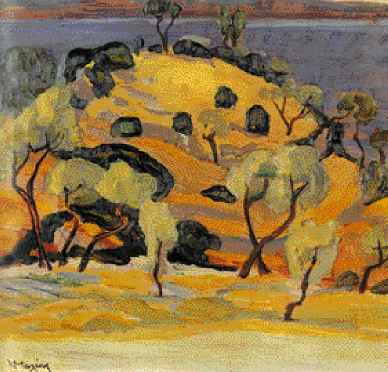
Sounion (1918-1920).
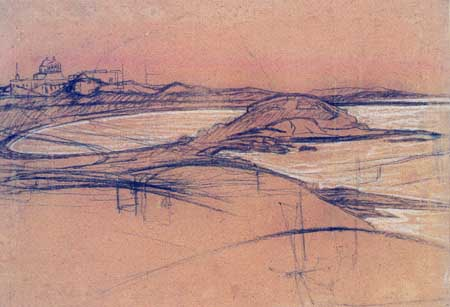
Bord de mer.
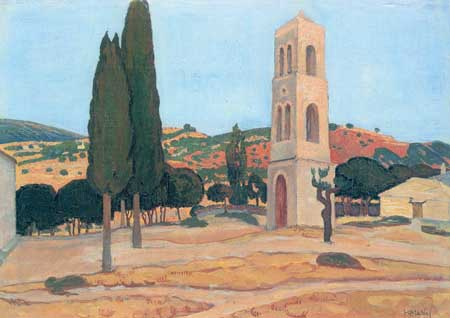
Paysage d'Étolie.
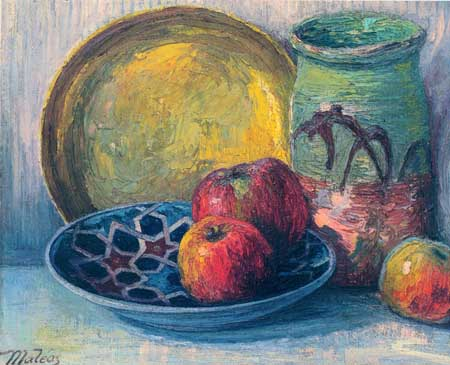
Nature morte.
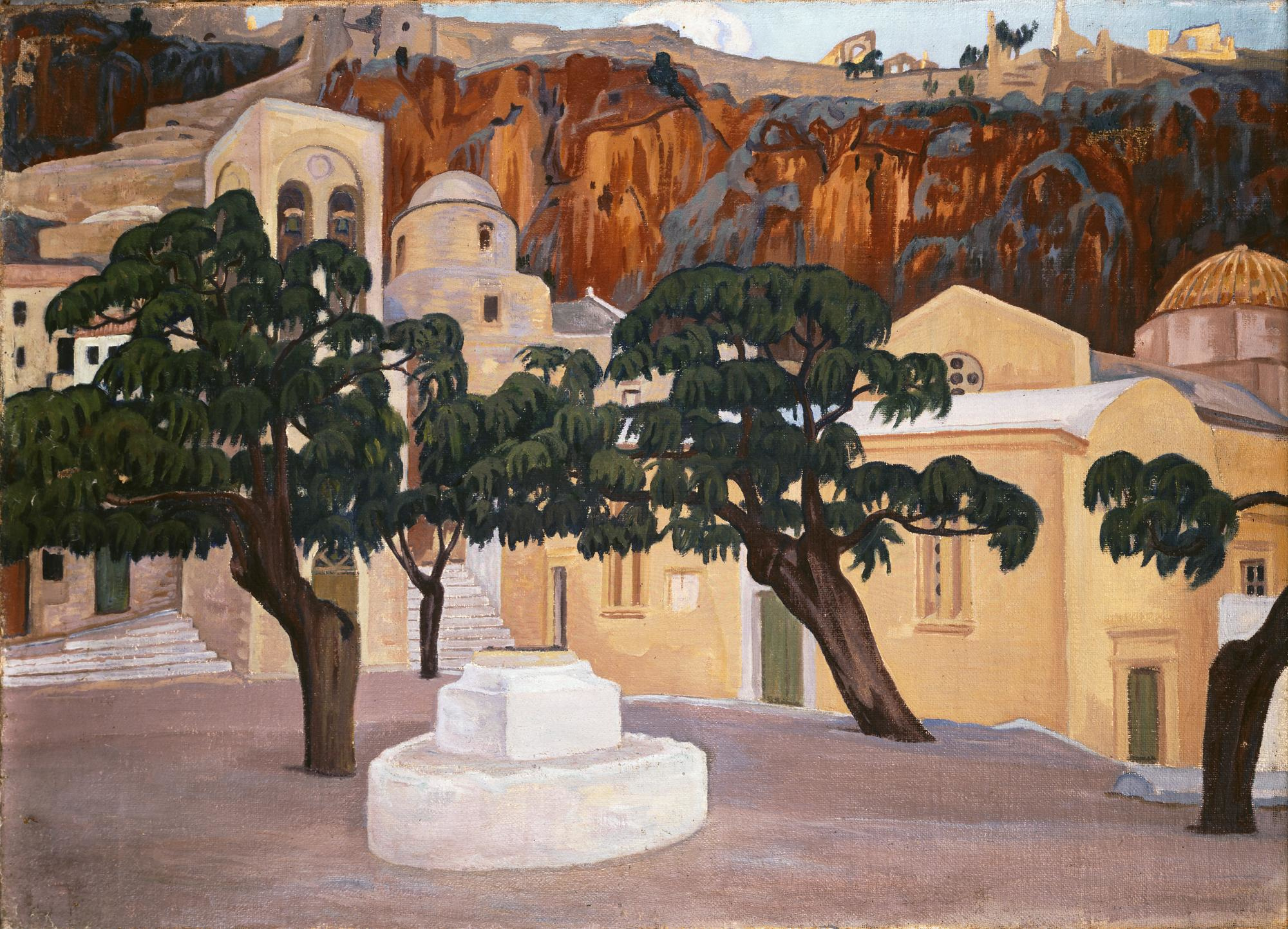
Monemvasia (1918-1923). Pinacothèque nationale d'Athènes.
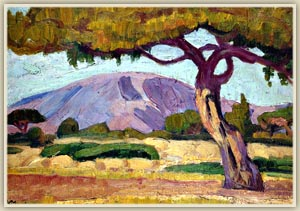
Paysage d'Attique (1920). Pinacothèque municipale d'Athènes.
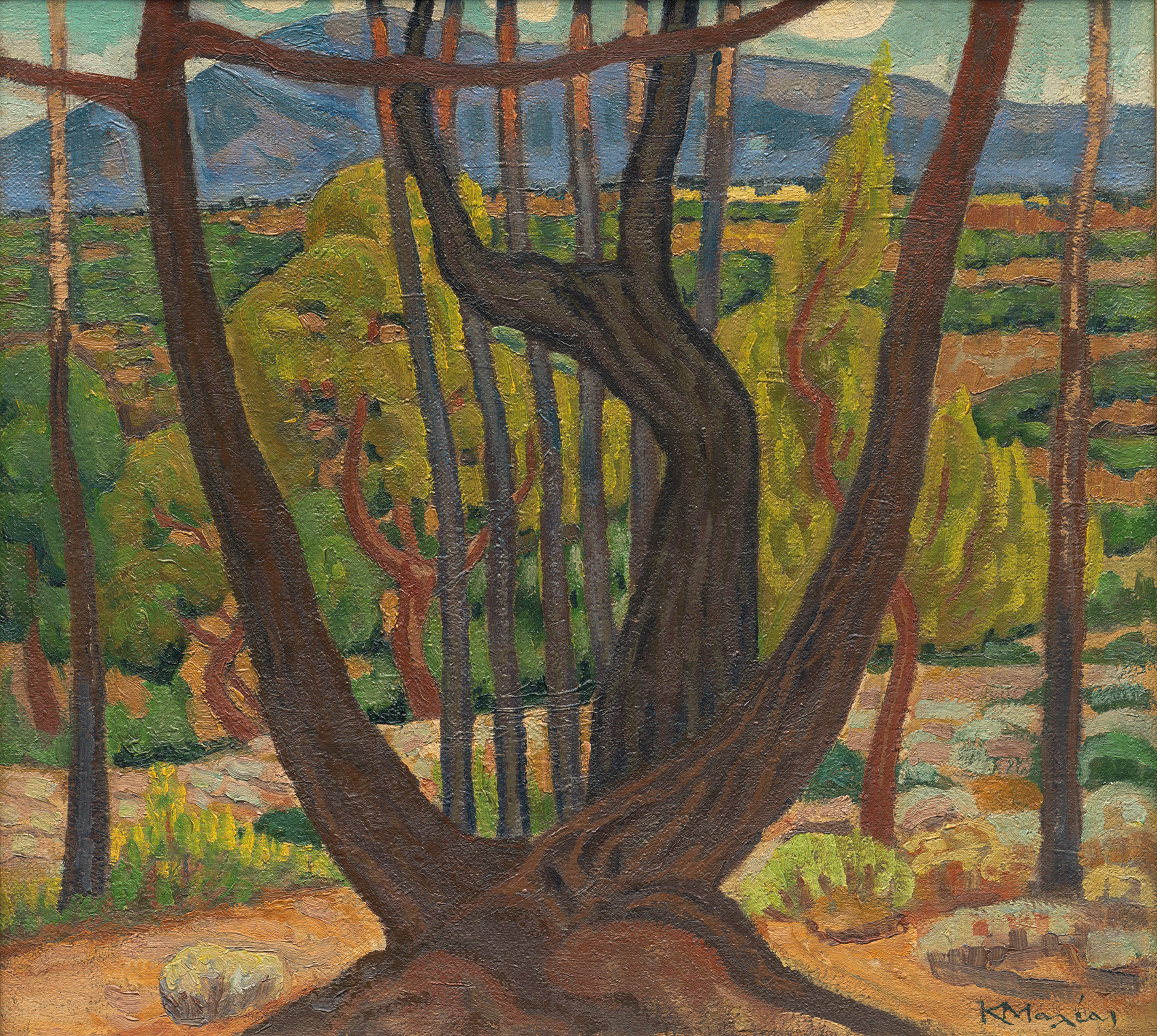
Lyre. Collection de l'Université Aristote, Thessalonique.
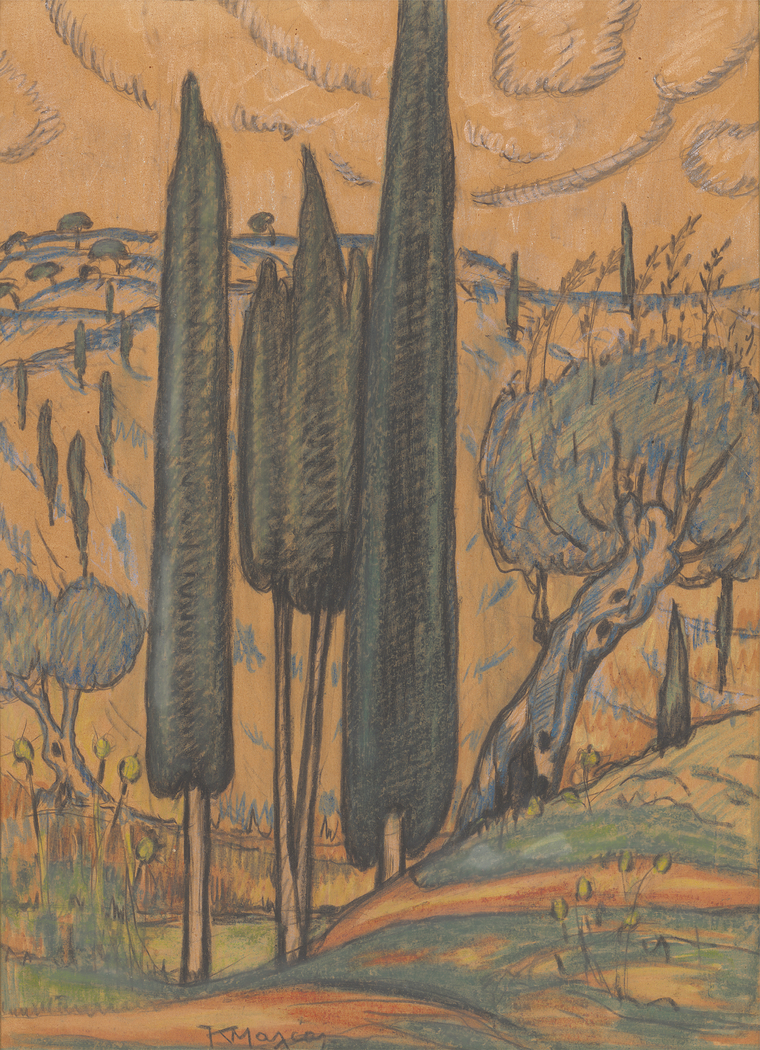
Paysage avec cyprès. Collection de l'Université Aristote, Thessalonique.
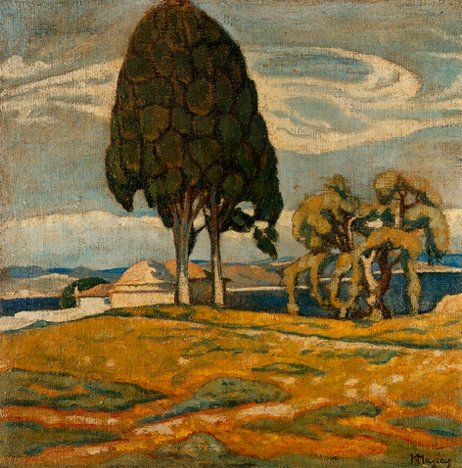
Église dans les arbres (1920).